# 你站哪边？
“你站哪边？”（英語："Which Side Are You On?"）是活动家弗洛伦斯·里斯于1931年创作的一首歌。她是肯塔基州哈伦县矿山工人联盟工会组织者山姆·里斯（Sam Reece）的妻子。

## 背景
1931年，肯塔基州东南部的矿工和矿主卷入了名为哈伦县战争的暴力斗争中。为了恐吓工会领袖山姆·里斯一家人，矿业公司雇佣的警长J·H· 布莱尔和他的手下非法闯入家中捉拿他。事前得知消息的山姆·里斯早已逃脱，但妻子弗洛伦斯和他们的孩子受到了惊吓。当晚警长一行离开后，弗洛伦斯在挂在家中厨房里的日历上写下了“你站哪边？”的歌词。她受到了传统的浸信会赞美诗“Lay the Lily Low”或传统民谣“Jack Munro”的旋律启发。
据纪录片《美国哈伦县》描述，弗洛伦斯·里斯支持1973年前后的第二波矿工罢工。她在其中和同伴多次表演了“你站哪边？”。里斯晚年录制了这首歌，收录于专辑《挖煤女工》（Coal Mining Women）中。
收集工会歌曲的皮特·西格1940年学会了“你站哪边？”。次年被Almanac Singers录制成唱片，广受欢迎。其后Billy Bragg、Dropkick Murphys、Rebel Diaz、Natalie Merchant、Ani DiFranco、Tom Morello和Panopticon也都录制了这首歌的翻唱版。
鲍勃·迪伦在“Desolation Row”中提到了这首歌。亚历山德罗·波特利（Alessandro Portelli）2011年出版了以哈伦县煤矿社区为主题的书，书名的灵感亦来源于此。

## 翻唱版
- The Almanac Singers《Talking Union》，1941年
- Pete Seeger《Greatest Hits》，1967年
- Spirituál kvintet《Za svou pravdou stát》（捷克语版），《Dostavník 18》，1983年
- Billy Bragg《Between the Wars》，1985年[3]
- Dick Gaughan《True and Bold》，1985年
- Bob Bovee《Rebel Voices》，1988年
- The Savage Rose《Hvis Side Er Du På》（丹麦语版），1989年
- Deacon Blue《Riches &amp; More》，1997年
- Ella Jenkins《Ella Jenkins and a Union of Friends Pulling Together》，1999年
- Blue Highway《Still Climbing Mountains》，2001年
- Dropkick Murphys《Sing Loud, Sing Proud!》，2001, and, subsequently Live on St. Patrick's Day from Boston, MA》，2002年
- Anne Feeney《Union Maid》，2003年
- Peter, Paul and Mary，2003年
- Natalie Merchant《The House Carpenter's Daughter》，2003年
- Silas House《Songs for the Mountaintop》，2006年以及《Public Outcry》，2008年
- The Nightwatchman《Union Town》，2011年
- Ani DiFranco《¿Which Side Are You On?》，2012年
- Panopticon《Kentucky》，2012年
- Talib Kweli《Indie 500》，2015年
- The Trigger Code《Black Mountain White Lake Vol. 1》，2019年
- S.G. Goodman《Which Side Are You On?》，2020年
- Birds on a Wire《Ramages》，2020年

## 其他版本
- 反叛迪亚兹（Rebel Diaz）对这首歌进行了混音
- 比利·布拉格（Billy Bragg）1987年的《Back to Basics》，歌词完全不同，为1984-1985年英国矿工大罢工而写。
- 弗雷德里克·热夫斯基
- 克里斯蒂安·沃尔夫1974年《弦乐四重奏练习中的歌曲》
- B. Dolan在2012年版《House of Bees Vol. 2》中对Almanac Singers进行了采样。
- 休·布鲁门菲尔德 (Hugh Blumenfeld)常表演改写现代歌词的“你站哪边？”和这是你的土地（英语：This Land is Your Land）的串烧。[4]
- 为了回应邁克爾·布朗命案，聖路易交響樂團短暂中断了一场以“你站哪边？”开头的为迈克尔·布朗的安魂曲演出。 [5]
- Talib Kweli在“你站哪边？”（与Tef Poe和Kendra Ross一同演出）中，采样了“迈克尔·布朗的安魂曲”。
- 1979年，阿洛·格思里在Outstanding the Blues录制了“你站哪边？”。副歌和旋律相似，但词句更具有圣经/福音的意义。
- 民权运动活动家编辑了他们自己的版本。[6]
- 埃尔维斯·科斯特洛和琼·贝兹在另一天另一天，庆祝“Inside Llewyn Davis”的音乐
- 阿洛·格思里的女儿、伍迪·格思里的孙女莎拉·李·格思里在2020年伯尼·桑德斯的集会上演唱了带有新歌词的歌曲版本。[7]
- 副歌的歌词和旋律是1960年代后期东德歌曲运动中最著名的歌曲之一“告诉我你站哪边（德语：Sag mir, wo du stehst）”的基础。由Oktoberklub记录。

## 出现

### 在其他媒体
- 导演肯·洛區在他1984年讲述英国矿工大罢工的音乐和诗歌纪录片中使用了这个标题。
- 政治播客“哪边”（Which Side）得名于这首歌的名字。 [8]
- Alessandro Portelli的书《他们在哈兰县说：口述历史》的标题来自这首歌的一句歌词。John W. Hevener 的另一本书《你站哪边？哈伦县矿工们，1931–39》也以这首歌命名。
- 2003年纪录片《起来，站起来：流行与抗议的故事》的第一部分。
- 2016年电视剧《胜负未决》以此曲为片尾曲。
- 该歌曲、弗洛伦斯·里斯和哈伦县矿工的罢工在《Damnation》第2集中出现。
- 这首歌在HBO《继承之战》第一季的第6集“你站哪边？（英语：Which Side Are You On? (Succession)）”结尾播放。[9]
- 2018年“你站哪边？”和“全世界都看着（英语：The whole world is watching）”被写在用来挡住视线、保护推倒位于北卡罗来纳大学教堂山分校的南方邦联纪念碑“沉默山姆雕像”的抗议者的一张大海报上。